# Morfem leksykalny
Morfem leksykalny – jeden z rodzajów morfemów, zwany także jako morfem rdzenny lub po prostu rdzeń. Jest to cząstka wyrazu, która może być użyta samodzielnie. Najczęściej morfemy rdzenne spotykamy w wyrazach złożonych.
Przykładem może być termin językoznawstwo opisowe. Znajdą się w nim poszczególne elementy, które mogą funkcjonować jako oddzielne wyrazy – język, znawstwo, opis. Także w wyrazie znawstwo znajduje się samodzielna cząstka zna.